# Сливнишка река
Сливнишка е река в България, Софийска област – общини Сливница и Костинброд, десен приток на река Блато от басейна на река Искър. Дължината ѝ е 38,1 km.
Сливнишка река извира от северното подножие на връх Мечи камък (1077 m) най-високата точка на планината Вискяр, на 1020 m н.в. До село Радуловци тече на север в дълбока залесена долина с голям наклон. Преди село Бърложница завива на изток и при село Алдомировци навлиза в Софийското поле. Влива се отдясно в река Блато (от басейна на Искър) на 542 m н.в., на 700 m северозападно от кв. „Обединение" на град Костинброд.
Площта на водосборния басейн на реката е 173 km2, което представлява 22,4% от водосборния басейн на река Блато. Притоци: Слатина (ляв), Гълъбовска река (десен), Криворащица (десен). Водите на реката се използват главно за напояване.
По течението на реката в Община Сливница са разположени 1 град и 3 села: Радуловци, Бърложница, Алдомировци и град Сливница.

## Топографска карта
- Лист от карта K-34-46. Мащаб: 1 : 100 000.
- Лист от карта K-34-47. Мащаб: 1 : 100 000.